# 盖家庄乡
盖家庄乡，是中华人民共和国山西省太原市娄烦县下辖的一个乡镇级行政单位。

## 行政区划
盖家庄乡下辖以下地区：
王光塔村、寺明庄村、万子村、周家窑村、新窑上村、盖家庄村、南峪村、寺头村、榆树掌村、孔家峪村和择石村。